# Alexandra brit királyi hercegnő
Alexandra (Ogilvy) brit királyi hercegnő (London, 1936. december 25.) (angolul: Princess Alexandra, Lady Ogilvy) a brit királyi család, a Windsor-ház tagja, V. György brit király unokája és a volt  uralkodó, II. Erzsébet brit királynő unokatestvére. Házassága előtt Kenti Alexandra hercegnő volt a címe. Férje 2004-ig Angus Ogilvy volt.
Alexandra hercegnő a királyi család aktív tagja, unokatestvére, II. Erzsébet képviseletében gyakran tesz hivatalos látogatásokat vagy vesz részt hivatalos rendezvényeken. 2017-ben a 39. helyen állt az Egyesült Királyság trónöröklési rendjében.

## Fiatalkora
Alexandra hercegnő 1936. december 25-én született szülei londoni rezidenciáján. Apja György kenti herceg volt, V. György brit király és Mária királyné negyedik fia. Anyja Marina görög hercegnő, Miklós görög királyi herceg és Jelena Vlagyimirovna orosz nagyhercegnő lánya. Születésekor, az uralkodó férfiági leszármazottjaként a 6. helyet foglalta el a trónöröklési rangsorban.
1937. február 9-én keresztelték meg a Buckingham-palota magánkápolnájában, keresztszülei voltak többek között VI. György brit király és Erzsébet brit királyné, Matild norvég királyné, Miklós görög királyi herceg, Olga görög hercegnő. Nevét dédnagyanyja, Alexandra brit királyné után kapta, a Christabel nevet azért adták neki, mert karácsony napján született (akárcsak nagynénje, Aliz gloucesteri hercegné.
Alexandra hercegnő gyermekkorának nagy részét a kenti herceg vidéki rezidenciáján, Coppinsban, Buckinghamshire-ben töltötte. A második világháború alatt nagyanyjával, Mária özvegy királynéval lakott a Badminton-házban. Apja egy repülőszerencsétlenségben vesztette életét 1942-ben a skóciai Caithness közelében.
Alexandra hercegnő volt az egyik koszorúslány unokatestvére, Erzsébet hercegnő és másodunokatestvére, Fülöp edinburgh-i herceg esküvőjén, 1947. november 20-án.
Tanulmányait, a királyni hercegnők közül elsőként, egy nyilvános iskolában végezte, a Heathfield St Mary's School iskolába járt a berkshire-i Ascotban.

## Házassága
Alexandra hercegnő 1963. április 24-én házasodott össze Angus Ogilvyvel, David Ogilvy airlie-i gróf és Alexandra Coke második fiával a westminsteri apátsági templomban. Az esküvői szertartáson a királyi család minden tagja részt vett, és világszerte kb. 200 millió néző láthatta élőben.
A férje az esküvő után elutasította a királynő által felajánlott grófi címet, emiatt a pár gyermekei semmilyen nemesi címet nem örököltek. Angus Ogilvyt 1988-ban ütötték lovaggá, így megkapta a Sir megszólítást, és 1997-ben kinevezték a királynő tanácsosának. Angus Ogilvy és Alexandra hercegnő házasságából két gyermek született:
- James Ogilvy, 1964. február 29., aki anyja után szerepel a trónöröklési sorban. 1988. július 30-án feleségül vette Julia Rawlinsont, két gyermekük született,
- Marina Victoria Alexandra Ogilvy, 1966. július 31., 1990. február 2-án ment feleségül Paul Julian Mowatthoz, szintén két gyermekük született.

## György, Kent 1. hercege leszármazottai
A részleges családfán megjelenítettük a Kent hercege cím öröklésében fontos személyeket. Feltüntettük azokat, akikről (2024) született magyar szócikk.
- V. György brit király (1865. június 3. – 1936. január 20.) Felesége: Teck Mária
  - VIII. Eduárd brit király
  - VI. György brit király
  - Mária brit királyi hercegnő
  - Henrik Gloucester 1. hercege (1900. március 31. - 1974. június 10.)
    - innen lásd Gloucester hercege

  - György, Kent 1. hercege (1902. december 20. - 1942. augusztus 25.) Felesége: Marina görög hercegnő (1906 – 1968)
    - Eduárd, Kent 2. hercege (1935. október 9. – ) Felesége: Katalin kenti hercegné[2] (1933 –)
      - George Windsor[3], St Andrews grófja (1962. június 26–) Felesége: Sylvana Tomaselli (1957–)
        - Edward Windsor[2], Lord Downpatrick (1988. december 2. –)
        - Marina Windsor[2] (1992. szeptember 30.–)
        - Amelia Windsor (1995. augusztus 24.–)

      - Helen Taylor (1964–) Férje: Timothy Verner Taylor (1963–)
        - négy gyerek

      - Nicholas Windsor (1970–) Felesége: Paola Louise Marica Doimi de Lupis
        - három gyerek

    - Alexandra (1936–) Férje: Angus Ogilvy (1928–2004)
      - James Ogilvy (1964–) Felesége: Julia Rawlinson
        - két gyerek

      - Marina Ogilvy (1966–) Férje: Paul Mowatt (1990 – 1997)

  - János brit királyi herceg (1905-1919)

## Hivatalos szereplései
Az 1950-es évektől kezdve Alexandra hercegnő az egyik legaktívabb tagja a királyi családnak, számos hivatalos rendezvényen vett részt a királynő képviseletében az Egyesült Királyságban és a Brit Nemzetközösség országaiban.
Alexandra hercegnő csak 15 éves volt, amikor unokatestvére II. Erzsébet néven elfoglalta a brit trónt, de a királyi családban csak két másik hercegnő volt akkoriban: Erzsébet húga, Margit hercegnő és Erzsébet kislánya, Anna hercegnő. Ezért Erzsébet felkérte Alexandrát, hogy vegyen részt a királyi család hivatalos rendezvényein és látogatásain.
1959-ben nagyobb körutat tett Ausztráliában és részt vett a Queensland tartomány százéves évfordulójára rendezett ünnepségeken. 1967-ben visszatért Ausztráliába, és bár magáncélú látogatást akart tenni, mégis részt vett hivatalos rendezvényeken Canberrában és Melbourneben. A hercegnő képviselte a királynő 1960-ban, amikor Nigéria elnyerte függetlenségét Nagy-Britanniától és október 3-án ő nyitotta meg a nigériai parlament épületét. Később hivatalos látogatásokat tett még Kanadába, Olaszországba, Norvégiába, Thaiföldre, Gibraltárra és a Falkland-szigetekre.
1964-től 2004-ig a Lancasteri Egyetem kancellárja volt, ezenkívül tiszteletbeli tagja a glasgow-i orvosi és sebészkamarának (Royal College of Physicians and Surgeons of Glasgow), a királyi orvosi kamarának (Royal College of Physicians), a királyi nőgyógyászkamarának (Royal College of Obstetricians and Gynaecologists) és a királyi altatóorvosi kamarának (Royal College of Anaesthetists).
Hivatalos szerepléseivel járó költségei fedezésére Alexandra hercegnő évente 225000 fontot kap a civillistáról, bár a királynő - a királyi család többi tagjához hasonlóan - saját bevételeiből ezt az összeget visszafizeti a brit államkincstárnak. A hercegnő a londoni Richmond kerületben található Thatched House Lodge rezidencián lakik, amit esküvőjük után Angus Ogilvy 150 éves bérletre vásárolt meg a koronától.
2006-ban az jelent meg London Evening Standard napilapban, hogy férje 2004-es halála után Alexandra hercegnő egyedül érzi magát a hét hálószobás rezidencián, és el akarja adni a bérleti jogot. A hercegnőnek a királynő rendelkezésére bocsátott egy lakosztályt a londoni St. James-palotában, de a hercegnő még nem adta fel richmondi rezidenciáját.

## Címei és kitüntetései

### Címei

Alexandra hercegnő személyes címere, amelynek használatára 1961-ben kapott jogot, az Egyesült Királyság királyi címerén alapul. A címeren megkülönböztető jelzésként egy ötosztatú ezüst szalag található, az első és ötödik osztaton vörös szív, a második és negyedik osztaton azúrkék horgony, a harmadik osztaton vörös kereszt van.

- 1936. december 25. – 1963. április 24.: Ő királyi felsége Kenti Alexandra brit királyi hercegnő
- 1963. április 24. – 1989. december 31.[4]: Ő királyi felsége Alexandra hercegnő, A tiszteletreméltó Mrs Angus Ogilvy
- 1989. december 31. – : Ő királyi felsége Alexandra hercegnő, A tiszteletreméltó Lady Ogilvy

### Kitüntetések
Egyesült Királyság
- LG: A Térdszalagrend úrnője, 2003
- GCVO: A Királyi Viktória Rend nagykeresztes dámája, 1960
- VI. György Királyi Családi Rend
- II. Erzsébet Királyi Családi Rend

Nemzetközösségi kitüntetés
- Kanadai Fegyveres Erők Érdemrend

### Tiszteletbeli katonai kinevezések
Kanada
- A A királynő saját kanadai lövészezrede tiszteletbeli ezredese (1960–2010)[5]
- A Kanadai Skót Ezred tiszteletbeli ezredese

 Egyesült Királyság
- Az Alexandra királyné Királyi Haditengerészeti Ápolószolgálat védnöke 1955. óta
- A Mária hercegnő Királyi Légierő Ápolószolgálat védnöke és tiszteletbeli parancsnoka
- A The Rifles ezred 3. zászlóaljának királyi ezredese
- A RAF Cottesmore légitámaszpont tiszteletbeli parancsnoka
- A Royal Yeomanry tiszteletbeli királyi ezredese
- A Királynő Saját Lándzsás Lovasezrede helyettes parancsnoka